# Tanja Helminger
Tanja Helminger (geboren 1996 oder 1997) ist eine deutsche Schwimmerin, Tennisspielerin, Ski- und Snowboardsportlerin. Sie repräsentierte Deutschland mehrmals bei den Special Olympics World Summer Games und Special Olympics World Winter Games und gewann zahlreiche Gold- und Silbermedaillen.

## Leben und Karriere
Tanja Helminger wurde mit dem Down-Syndrom geboren. Sie ist eine sehr vielseitige Sportlerin: Bei den Special Olympics Sommerspielen hat sie in der Vergangenheit bereits Goldmedaillen im Tennis und Schwimmen gewonnen, und im Winter tritt sie bislang auch als recht erfolgreiche Ski- und Snowboardfahrerin an.
Bereits bei den Special Olympics World Winter Games 2005 in Japan gewann sie eine Gold- und eine Silbermedaille.
Auch bei den Special Olympics World Winter Games 2017 in Schladming war Helminger unter den Medaillengewinnern. Bei den Snowboard-Wettbewerben im Slalom und Riesenslalom gewann sie einmal Gold und einmal Silber.
Tanja Helminger ist eine der Athletinnen, die auf den Bildmotiven der Eventkampagne der Special Olympics Deutschland Sommerspiele 2012 in München zu sehen war. Auf Plakaten war sie zusammen mit Paul Breitner und dem Olympiastadion abgebildet. Sie gewann bei diesen Spielen eine Goldmedaille im Tennis.

## Mitgliedschaften
Tanja Helminger ist Mitglied im Tennisclub Eichenau.